# Maisons de Lerchenhain
Les trois maisons modèles de Lerchenhain sont trois villas classées Monuments Historiques à Wurtzbourg, dans le quartier de Frauenland. Les bâtiments sont conçus par l'architecte Peter Feile (de) avec la participation de Walter Loos (de) dans le style de la Nouvelle objectivité et érigés en 1929-1930.

## Géographie
La rue Lerchenhain se trouve au nord de la Keesburgstraße entre les quartiers de Frauenland et Keesburg au sud-est du centre-ville de Wurtzbourg.

## Histoire
En 1927, Peter Feile participe à l'exposition de la Deutscher Werkbund Die Wohnung avec le Siedlung am Weißenhof à Stuttgart. En 1928, il peut concevoir la maison jumelée au Keesburgstraße 29/29a dans sa ville natale de Würzburg. Son futur beau-père avait mis la propriété à disposition. La présentation de cette maison suscite un grand intérêt à Wurtzbourg et reçoit des critiques positives dans la presse locale et dans les revues spécialisées.
Feile décide d'acheter une superficie d'environ 20 000 m2 dans le quartier de Frauenland à la ville de Wurtzbourg et conçoit un domaine avec 31 "maisons typiques" dans le style Neues Bauen sur des parcelles d'environ 400 m2. La ville n'approuve que 22 autres maisons en novembre 1929, à terminer d'ici 1935. Feiles Baugesellschaft Lerchenhain mbH construit les trois maisons modèles en 1930. La présentation publique en septembre 1930 est un succès, mais il n'y a aucun intérêt à acheter, de sorte que Feile ne peut réaliser aucun de ses autres projets pour Lerchenhain.
Sur la base de la loi bavaroise sur la protection des monuments du 1er octobre 1973, les trois "maisons blanches" de Feile sont inscrites sur la liste bavaroise des monuments comme exemples de la Nouvelle objectivité.

## Bâtiments
Les trois maisons témoins ont chacune trois étages mais sont de tailles différentes. Ce qu'elles ont en commun, c'est le style alors nouveau, qui rompt complètement avec les méthodes de construction conventionnelles grâce au toit plat formatif. Les villas ont des formes cubiques simples dans différentes conceptions. Les surfaces murales sont lisses et leur coloration blanche est efficace. Le développement de la fenêtre s'effectue de l'intérieur vers l'extérieur. Des blocs de pierre ponce creux sont utilisés comme matériau de construction, les murs en planches sont également en pierre ponce. Le béton est utilisé pour les plafonds massifs avec des poutres en béton armé.
- Lerchenhain 2 : Le bâtiment est une maison mitoyenne à trois niveaux avec un toit plat.
- Lerchenhain 4 : La villa est un bâtiment cubique à toit plat avec une terrasse et une tour d'escalier.
- Lerchenhain 5 : Le bâtiment résidentiel est similaire au numéro 4. C'est aussi un bâtiment cubique à toit plat avec une terrasse, mais il a une fixation au toit au lieu de la tour de la cage d'escalier.